# Ted Polhemus
Ted Polhemus (Neptune City, 1947) is een Amerikaans antropoloog, schrijver en fotograaf. Hij schreef zo'n twintig non-fictieboeken over kleding, mode en de sociologie van stijl en het lichaam. De interactie tussen stijl, popcultuur en subculturen is een terugkerend thema in zijn oeuvre. Bekende werken zijn Fashion & Anti-Fashion (1978) en Streetstyle: From Sidewalk to Catwalk (1994).